# Republika Północnego Peru
Republika Północnego Peru (hiszp. República Nor-Peruana) – państwo istniejące w Ameryce Południowej w latach 1836–1839, jako część Konfederacji Peruwiańsko-Boliwijskiej.
Po ogłoszeniu niepodległości Południowego Peru 17 marca 1836, 11 sierpnia tego samego roku ogłoszono powstanie Republiki Północnego Peru, zaś 28 października 1836 połączono trzy państwa w Konfederację Peruwiańsko-Boliwijską.
W wyniku wojny narzuconej przez Chile i Argentynę Północne i Południowe Peru ogłosiły zjednoczenie i wystąpienie z konfederacji, co oznaczało jej rozpad.

## Władze
Zgodnie z konstytucją z 1837 Północne Peru było w ramach konfederacji jedną z trzech samorządnych republik. Na czele konfederacji stał protektor, zaś republikom przewodzili prezydenci.
- Protektorzy
  - Andrés de Santa Cruz (1836–1839)
- Prezydenci
  - Luis Orbegoso (1837–1838)
  - José de la Riva Agüero (1838–1839)

## Podział terytorialny
|  | Republika Północnego Peru dzieliła się na cztery departamenty 1 – Amazonas 2 – Lima 3 – Junín 4 – La Libertad |